# Mompha constellaris
Mompha constellaris é uma espécie de mariposa do gênero Mompha pertencente à família Coleophoridae.